# ترکمن‌عالم
موناکوست یا ترکمنعالم (به انگلیسی: Monacosat/TurkmenÄlem) یک ماهواره ارتباطی است که با مشارکت کشورهای ترکمنستان، تالس آلنیا اسپیس از فرانسه و اسپیس‌اکس از آمریکا در مدار ۵۲ درجه شرقی قرار گرفته‌است. پرتوهای سه‌گانه این ماهواره، پوشش وسیعی را در اروپا، خاورمیانه، آسیای میانه، روسیه و شمال آفریقا دارند.

## تاریخچه
این ماهواره توسط تالس آلنیا اسپیس ساخته شده و در ۲۸ نوامبر ۲۰۱۵ از پایگاه نیروی هوایی کیپ کاناورال در ایالت فلوریدا آمریکا به فضا پرتاب شد. پیمانکار پرتاب این ماهواره شرکت اسپیس اکس بود. شرکت WNS بزرگ‌ترین اپراتور این ماهواره است که به شبکه های فارسی زبان خدمات می دهد. اکثر شبکه های فارسی زبانی که در این ماهواره روی ایر رفته اند هزینه ای بابت ایرتایم پرداخت نمی کنند یا هزینه پرداختی آنها بسیار ارزان و کمتر از رقبا است. دلیل مجانی و ارزان بودن هزینه ایرتایم برای شبکه های فارسی زبان این است که ماهواره ترکمنعالم پوشش ناقصی بر روی ایران دارد.  

## شبکه‌های ماهواره‌ای
این ماهواره هم‌جهت با یاه ست ۱ ای و اکسپرس ای‌ام ۶ است.
این ماهواره دارای کانال های فارسی زبان از جمله  
کانال های Persiana ، PMC , MBC و کانال های داخلی کشور ترکمنستان از جمله Asgabat , Miras , Yaslik میباشد.

## فرکانس ها
فرکانس کانال های فارسی زبان :
- 10762V 27500
- 10804H 27500
- 10845V 27500
- 10887V 27500
- 11221V 27500
- 11344H 27500

فرکانس کانال های داخلی ترکمنستان : 
- 12265V 27500
- 12303V 27500